# Submission
Submission part 1 is een elf minuten durende korte film uit 2004, geregisseerd door Theo van Gogh en geschreven door Ayaan Hirsi Ali, voormalig Nederlands Tweede Kamerlid voor de VVD. De film werd voor het eerst uitgezonden tijdens VPRO's Zomergasten op 29 augustus 2004. De titel van de film, Engels voor 'onderwerping', is een van de mogelijke vertalingen van het Arabische woord 'islam'.
De film is omstreden doordat de kritiek op de islam en enscenering van de film door veel moslims als godslastering werden ervaren. Regisseur Theo van Gogh werd 3 maanden later door de radicale moslim Mohammed Bouyeri vermoord.

## Doel van de film
De film probeert zijn licht te laten schijnen op de slechte behandeling van vrouwen binnen sommige islamitische families. De geportretteerde vrouwen zijn allen fictief, maar de verhalen die ze vertellen zijn gebaseerd op de dingen die Ayaan Hirsi Ali van verscheidene vrouwen hoorde, in de tijd dat zij werkzaam was als tolk bij welzijnsinstellingen.

### Samenvatting
In de film worden de lichamen vertoond van moslimvrouwen die geleden hebben onder mishandeling, door hun familieleden of als uitvoer van een vonnis wegens (vermeend) onzedelijk gedrag. De lichamen zijn beschilderd met gekalligrafeerde verzen uit de Koran (Soera Het Licht 2; Soera De Koe 222; Soera De Vrouwen 34 en Soera Het Licht 31), die de regels voor de relaties tussen mannen en vrouwen beschrijven. Onder de vrouwen is er een die lijdt onder huiselijk geweld en een die verkrachting door haar oom ondergaat. De vrouwen vertellen hun verhaal in gebed aan God en vragen Hem waarom Hij, als genadige God, in de Koran regels geeft die mannen toestaat hen dit aan te doen (zie ook de verhouding tussen mannen en vrouwen volgens de Sharia).

## Moord op Theo Van Gogh

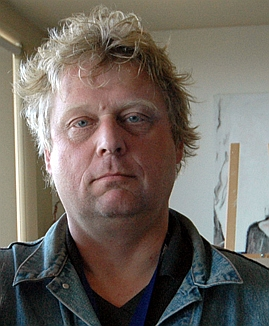
Regisseur Theo van Gogh

Regisseur Theo van Gogh werd op 2 november 2004 vermoord door de radicale moslim Mohammed Bouyeri. Bouyeri liet twee brieven op het lichaam van Van Gogh achter: een afscheidsbrief en een dreigbrief gericht aan Ayaan Hirsi Ali, die het script schreef en de voice-over deed. Bouyeri zag Van Gogh als een "vijand van de islam" die moest sterven.

## Vervolg
Hirsi Ali heeft een scenario geschreven voor Submission II, over de discriminatie van homo's binnen de islam. Tevens kondigde zij aan dat er ook een derde deel zou volgen, waarin God zelf wordt opgevoerd.

## Wetenswaardigheid
- Ten tijde van de televisiepremière van deze film ontving Van Gogh tegen zijn zin politiebescherming. Volgens Van Gogh waren zijn beschermers hem binnen de kortste keren kwijt.